# Порозина
Порозина (хрв. Porozina) је насељено место у саставу града Црес, на острву Црес, Приморско-горанска жупанија, Хрватска.

## Историја
До територијалне реорганизације у Хрватској била је у саставу старе општине Црес-Лошињ. Као самостално насеље, Порозина постоји од пописа 2001. године. Настала је издвајањем дела из насеља Филозићи.

## Становништво
У попису становништва из 2011. године, Порозина је имала 29 становника.
| Број становника према пописима | Број становника према пописима | Број становника према пописима | Број становника према пописима | Број становника према пописима | Број становника према пописима | Број становника према пописима | Број становника према пописима | Број становника према пописима | Број становника према пописима | Број становника према пописима | Број становника према пописима | Број становника према пописима | Број становника према пописима | Број становника према пописима | Број становника према пописима |
| ------------------------------ | ------------------------------ | ------------------------------ | ------------------------------ | ------------------------------ | ------------------------------ | ------------------------------ | ------------------------------ | ------------------------------ | ------------------------------ | ------------------------------ | ------------------------------ | ------------------------------ | ------------------------------ | ------------------------------ | ------------------------------ |
| 1857                           | 1869                           | 1880                           | 1890                           | 1900                           | 1910                           | 1921                           | 1931                           | 1948                           | 1953                           | 1961                           | 1971                           | 1981                           | 1991                           | 2001                           | 2011                           |
| 0                              | 0                              | 0                              | 10                             | 5                              | 3                              | 0                              | 0                              | 0                              | 2                              | 2                              | 3                              | 0                              | 0                              | 20                             | 29                             |

Напомена: Године 2001. настала издвајањем из насеља Филозићи. Од 1857. до 1991. исказује се као део насеља. Године 1921. и 1931. подаци су садржани у насељу Драгозетићи. Године 1948. без становника. Године 1981. и 1991. године подаци су садржани у насељу Филозићи.